# Dieta de Speyer (1529)

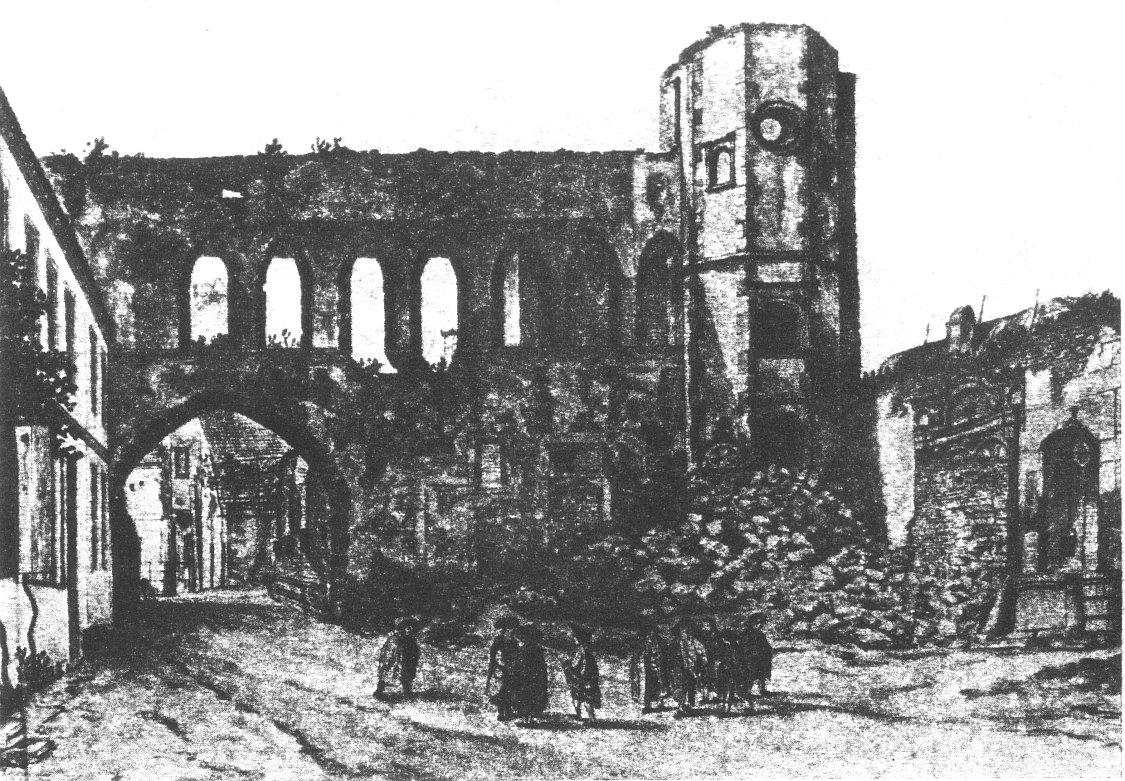
1789 in Rhineland-Palatinate, 1789 watercolor paintings, Franz Stöber, Historic views of Speyer, Hotel Domhof (Speyer), Speyer in the 18th century

A Dieta de Espira ou de Speyer de 1529 foi uma dieta imperial do Sacro Império Romano Germânico celebrada em 1529 na Cidade Imperial Livre de Espira. Nesta reunião, condenaram-se os resultados da Dieta de Espira de 1526 e proibiram-se futuras reformas. Teve como consequência o protesto de Espira.

## Dieta
A Dieta de Espira foi convocada em março de 1529, para ação contra os turcos, cujos exércitos avançavam na Hungria e sitiariam Viena no final do ano, e contra o avanço do protestantismo.
A Dieta teve início em 15 de março. Os dignitários católicos apareceram com força total, assim como vários príncipes e representantes de cidades imperiais que se inclinavam para as reformas de Lutero e Zwínglio. As forças católicas romanas ascendentes, especialmente devido aos recentes sucessos de Carlos V contra os franceses na Itália, objetivavam reverter a política de tolerância religiosa adotada em 1526.
A reunião não contou com a presença de Carlos. Ele enviou instruções a seu regente, Fernando, para seguir uma linha conciliatória, mas seu conselho não chegou a seu irmão a tempo. Em vez disso, Fernando leu suas próprias sugestões muito menos conciliatórias em nome de Carlos no início da Dieta. Fernando condenou a maneira como muitos príncipes interpretaram o recesso emitido em Espira em 1526. Ele negou especificamente a eles o direito de escolher quais reformas religiosas teriam efeito em seus estados e ordenou que o catolicismo fosse seguido em todos os estados do Sacro Império Romano.
Os protestantes sentiram que "Cristo estava novamente nas mãos de Caifás e Pilatos". O recesso resultante da Dieta neutralizou o recesso da Dieta anterior de 1526; praticamente condenou (sem, no entanto, anular) as inovações realizadas; e proibia, sob pena de proibição imperial, qualquer reforma posterior até a reunião do conselho, que agora estava positivamente prometida para o ano seguinte pelo imperador e pelo papa. O Édito de Worms deveria, portanto, ser aplicado, afinal, sem esperar por um Conselho Geral. Os Zwinglianos e Anabatistas foram excluídos até mesmo da tolerância. Este último deveria ser punido com a morte.

## Protesto
Os membros luteranos da Dieta, sob a bem fundada impressão de que a proibição de qualquer reforma futura significava a morte de todo o movimento, entraram, na forma legal de um apelo em nome deles mesmos, de seus súditos e de todos os cristãos, um protesto contra 25 de abril de 1529. Eles protestaram contra todas as medidas da Dieta que consideraram contrárias à Palavra de Deus, à sua consciência e à decisão da Dieta de 1526, e apelaram da decisão da maioria para o Imperador, a um conselho geral ou alemão e a juízes cristãos imparciais. Sua ação criou o termo "protestantismo" - ainda hoje usado como nome para esse movimento religioso.
O documento foi assinado pelo eleitor João da Saxônia, Jeorge de Brandenburg, os duques Ernest e Francisco de Braunschweig-Luneburg,  Filipe I de Hesse, o príncipe Wolfgang de Anhalt e os representantes de quatorze cidades imperiais, incluindo Strassburg e St. Gall. Eles estavam determinados a se defender contra todos os atos de violência da maioria. Seu lema era o do Eleitor João, o Constante: "A Palavra de Deus permanece para sempre."